# Faneva Imà Andriatsima
Faneva Imà Andriatsima (Antananarivo, 3 giugno 1984) è un ex calciatore malgascio, di ruolo attaccante.

## Carriera

### Club
Inizia la sua carriera calcistica in patria, giocando, fra le altre, per il St. Michel e l'USCA Foot. In tre anni mette a segno 45 gol in 60 presenze.
Nel 2007 viene acquistato dal Nantes, militante nella Ligue 2.
Il 7 gennaio 2008 viene ufficializzato il suo passaggio in prestito al Cannes, dove segna 4 gol in 16 partite.
La stagione successiva gioca, sempre in prestito, nel Boulogne; mentre nel luglio del 2009 firma per l'Amiens

### Nazionale
Andriatsima gioca per la Nazionale di calcio del Madagascar, con la quale ha segnato 5 reti in 14 apparizioni.

## Statistiche

### Cronologia presenze e reti in nazionale
| Cronologia completa delle presenze e delle reti in nazionale ― Madagascar | Cronologia completa delle presenze e delle reti in nazionale ― Madagascar | Cronologia completa delle presenze e delle reti in nazionale ― Madagascar | Cronologia completa delle presenze e delle reti in nazionale ― Madagascar | Cronologia completa delle presenze e delle reti in nazionale ― Madagascar | Cronologia completa delle presenze e delle reti in nazionale ― Madagascar | Cronologia completa delle presenze e delle reti in nazionale ― Madagascar | Cronologia completa delle presenze e delle reti in nazionale ― Madagascar |
| Data                                                                      | Città                                                                     | In casa                                                                   | Risultato                                                                 | Ospiti                                                                    | Competizione                                                              | Reti                                                                      | Note                                                                      |
| ------------------------------------------------------------------------- | ------------------------------------------------------------------------- | ------------------------------------------------------------------------- | ------------------------------------------------------------------------- | ------------------------------------------------------------------------- | ------------------------------------------------------------------------- | ------------------------------------------------------------------------- | ------------------------------------------------------------------------- |
| 23-10-2005                                                                | Antananarivo                                                              | Madagascar                                                                | 2 – 0                                                                     | Mauritius                                                                 | Amichevole                                                                | 1                                                                         |                                                                           |
| 20-5-2006                                                                 | Gaborone                                                                  | Botswana                                                                  | 2 – 0                                                                     | Madagascar                                                                | 2006 COSAFA Cup                                                           | -                                                                         |                                                                           |
| 22-5-2006                                                                 | Gaborone                                                                  | Madagascar                                                                | 0 – 2                                                                     | eSwatini                                                                  | 2006 COSAFA Cup                                                           | -                                                                         |                                                                           |
| 2-9-2006                                                                  | Libreville                                                                | Gabon                                                                     | 4 – 0                                                                     | Madagascar                                                                | Qual. Coppa d'Africa 2008                                                 | -                                                                         |                                                                           |
| 25-3-2007                                                                 | Antananarivo                                                              | Madagascar                                                                | 2 – 0                                                                     | Costa d'Avorio                                                            | Qual. Coppa d'Africa 2008                                                 | -                                                                         | 57’                                                                       |
| 28-4-2007                                                                 | Maputo                                                                    | Madagascar                                                                | 0 – 1                                                                     | Zimbabwe                                                                  | 2007 COSAFA Cup                                                           | -                                                                         | 54’                                                                       |
| 29-4-2007                                                                 | Maputo                                                                    | Madagascar                                                                | 0 – 1                                                                     | Seychelles                                                                | 2007 COSAFA Cup                                                           | 1                                                                         | 65’                                                                       |
| 14-10-2007                                                                | Antananarivo                                                              | Madagascar                                                                | 6 – 2                                                                     | Comore                                                                    | Qual. Mondiali 2010                                                       | 4                                                                         |                                                                           |
| 17-11-2007                                                                | Antananarivo                                                              | Comore                                                                    | 0 – 4                                                                     | Madagascar                                                                | Qual. Mondiali 2010                                                       | -                                                                         | 70’                                                                       |
| 31-5-2008                                                                 | Gaborone                                                                  | Botswana                                                                  | 0 – 0                                                                     | Madagascar                                                                | Qual. Mondiali 2010                                                       | -                                                                         |                                                                           |
| 8-6-2008                                                                  | Antananarivo                                                              | Madagascar                                                                | 0 – 0                                                                     | Costa d'Avorio                                                            | Qual. Mondiali 2010                                                       | -                                                                         | 18’ 79’                                                                   |
| 15-6-2008                                                                 | Antananarivo                                                              | Madagascar                                                                | 1 – 1                                                                     | Mozambico                                                                 | Qual. Mondiali 2010                                                       | -                                                                         |                                                                           |
| 22-6-2008                                                                 | Maputo                                                                    | Mozambico                                                                 | 3 – 0                                                                     | Madagascar                                                                | Qual. Mondiali 2010                                                       | -                                                                         |                                                                           |
| 5-9-2010                                                                  | Calabar                                                                   | Nigeria                                                                   | 2 – 0                                                                     | Madagascar                                                                | Qual. Coppa d'Africa 2010                                                 | -                                                                         |                                                                           |
| 10-10-2010                                                                | Antananarivo                                                              | Madagascar                                                                | 2 – 0                                                                     | Etiopia                                                                   | Qual. Coppa d'Africa 2010                                                 | -                                                                         | 54’                                                                       |
| 16-6-2012                                                                 | Praia                                                                     | Capo Verde                                                                | 3 – 1                                                                     | Madagascar                                                                | Qual. Coppa d'Africa 2013                                                 | -                                                                         |                                                                           |
| 18-5-2014                                                                 | Mahajanga                                                                 | Madagascar                                                                | 2 – 1                                                                     | Uganda                                                                    | Qual. Coppa d'Africa 2015                                                 | 1                                                                         | 70’                                                                       |
| 31-5-2014                                                                 | Mahajanga                                                                 | Uganda                                                                    | 1 – 0                                                                     | Madagascar                                                                | Qual. Coppa d'Africa 2015                                                 | -                                                                         |                                                                           |
| 10-10-2015                                                                | Antananarivo                                                              | Rep. Centrafricana                                                        | 0 – 3                                                                     | Madagascar                                                                | Qual. Mondiali 2018                                                       | -                                                                         | 52’                                                                       |
| 13-10-2015                                                                | Antananarivo                                                              | Madagascar                                                                | 2 – 2                                                                     | Rep. Centrafricana                                                        | Qual. Mondiali 2018                                                       | -                                                                         | 69’                                                                       |
| 13-11-2015                                                                | Antananarivo                                                              | Madagascar                                                                | 2 – 2                                                                     | Senegal                                                                   | Qual. Mondiali 2018                                                       | 1                                                                         |                                                                           |
| 17-11-2015                                                                | Dakar                                                                     | Senegal                                                                   | 3 – 0                                                                     | Madagascar                                                                | Qual. Mondiali 2018                                                       | -                                                                         | 74’                                                                       |
| 24-3-2016                                                                 | Antananarivo                                                              | Madagascar                                                                | 1 – 1                                                                     | Rep. Centrafricana                                                        | Qual. Coppa d'Africa 2017                                                 | -                                                                         |                                                                           |
| 28-3-2016                                                                 | Bangui                                                                    | Rep. Centrafricana                                                        | 2 – 1                                                                     | Madagascar                                                                | Qual. Coppa d'Africa 2017                                                 | 1                                                                         |                                                                           |
| 3-9-2016                                                                  | Luanda                                                                    | Angola                                                                    | 1 – 1                                                                     | Madagascar                                                                | Qual. Coppa d'Africa 2017                                                 | -                                                                         | cap.                                                                      |
| 22-3-2017                                                                 | Sao Tomé                                                                  | São Tomé e Príncipe                                                       | 0 – 1                                                                     | Madagascar                                                                | Qual. Coppa d'Africa 2019                                                 | -                                                                         | cap.                                                                      |
| 26-3-2017                                                                 | Antananarivo                                                              | Madagascar                                                                | 3 – 2                                                                     | São Tomé e Príncipe                                                       | Qual. Coppa d'Africa 2019                                                 | -                                                                         | cap.                                                                      |
| 9-6-2017                                                                  | Al-Ubayyid                                                                | Sudan                                                                     | 1 – 3                                                                     | Madagascar                                                                | Qual. Coppa d'Africa 2019                                                 | 2                                                                         | cap.                                                                      |
| 4-10-2017                                                                 | Kampala                                                                   | Uganda                                                                    | 1 – 2                                                                     | Madagascar                                                                | Amichevole                                                                | -                                                                         | cap.                                                                      |
| 11-11-2017                                                                | Saint-Leu-la-Forêt                                                        | Comore                                                                    | 1 – 1                                                                     | Madagascar                                                                | Amichevole                                                                | -                                                                         | cap. 21’                                                                  |
| 21-3-2018                                                                 | Saint-Leu-la-Forêt                                                        | Togo                                                                      | 0 – 0                                                                     | Madagascar                                                                | Amichevole                                                                | -                                                                         | cap. 90+3’                                                                |
| 24-3-2018                                                                 | Franconville                                                              | Madagascar                                                                | 0 – 1                                                                     | Kosovo                                                                    | Amichevole                                                                | -                                                                         | cap. 82’                                                                  |
| 9-9-2018                                                                  | Antananarivo                                                              | Madagascar                                                                | 2 – 2                                                                     | Senegal                                                                   | Qual. Coppa d'Africa 2019                                                 | -                                                                         | cap.                                                                      |
| 13-10-2018                                                                | Bata                                                                      | Guinea Equatoriale                                                        | 0 – 1                                                                     | Madagascar                                                                | Qual. Coppa d'Africa 2019                                                 | 1                                                                         | cap.                                                                      |
| 16-10-2018                                                                | Antananarivo                                                              | Madagascar                                                                | 1 – 0                                                                     | Guinea Equatoriale                                                        | Qual. Coppa d'Africa 2019                                                 | -                                                                         | cap. 70’                                                                  |
| 18-11-2018                                                                | Antananarivo                                                              | Madagascar                                                                | 1 – 3                                                                     | Sudan                                                                     | Qual. Coppa d'Africa 2019                                                 | -                                                                         | cap.                                                                      |
| 23-3-2019                                                                 | Thiès                                                                     | Senegal                                                                   | 2 – 0                                                                     | Madagascar                                                                | Qual. Coppa d'Africa 2019                                                 | -                                                                         | cap.                                                                      |
| 2-6-2019                                                                  | Lussemburgo                                                               | Lussemburgo                                                               | 3 – 3                                                                     | Madagascar                                                                | Amichevole                                                                | 1                                                                         | cap. 46’                                                                  |
| 7-6-2019                                                                  | Bondoufle                                                                 | Kenya                                                                     | 1 – 0                                                                     | Madagascar                                                                | Amichevole                                                                | -                                                                         | cap.                                                                      |
| 14-6-2019                                                                 | Marrakech                                                                 | Madagascar                                                                | 1 – 3                                                                     | Mauritania                                                                | Amichevole                                                                | -                                                                         | cap. 51’                                                                  |
| 22-6-2019                                                                 | Alessandria d'Egitto                                                      | Guinea                                                                    | 2 – 2                                                                     | Madagascar                                                                | Coppa d'Africa 2019 - 1º turno                                            | -                                                                         | cap.                                                                      |
| 27-6-2019                                                                 | Alessandria d'Egitto                                                      | Madagascar                                                                | 1 – 0                                                                     | Burundi                                                                   | Coppa d'Africa 2019 - 1º turno                                            | -                                                                         | cap.                                                                      |
| 30-6-2019                                                                 | Alessandria d'Egitto                                                      | Madagascar                                                                | 2 – 0                                                                     | Nigeria                                                                   | Coppa d'Africa 2019 - 1º turno                                            | -                                                                         | cap. 62’                                                                  |
| 7-7-2019                                                                  | Alessandria d'Egitto                                                      | Madagascar                                                                | 2 – 2 dts (4 – 2 dtr)                                                     | RD del Congo                                                              | Coppa d'Africa 2019 - Ottavi di finale                                    | 1                                                                         | cap. 112’                                                                 |
| 11-7-2019                                                                 | Il Cairo                                                                  | Madagascar                                                                | 0 – 3                                                                     | Tunisia                                                                   | Coppa d'Africa 2019 - Quarti di finale                                    | -                                                                         | cap.                                                                      |
| Totale                                                                    |                                                                           | Presenze                                                                  | 45                                                                        |                                                                           | Reti                                                                      | 14                                                                        |                                                                           |

## Palmarès

### Club

#### Competizioni nazionali
- Championnat National: 1

Créteil-Lusitanos: 2012-2013